# Agata Zubel
Agata Zubel, également appelée Agata Zubel-Moc,  née le 25 janvier 1978 à Wrocław, en Pologne, est une compositrice, chanteuse (soprano) et vocaliste polonaise.
Lauréate de nombreux prix, tant comme chanteuse que comme compositrice, elle a réalisé de nombreuses créations mondiales et enregistrements d'œuvres de compositeurs contemporains.

## Biographie
Agata Zubel naît le 25 janvier 1978 à Wrocław,,.

### Formation
Elle commence son apprentissage de la musique par la percussion, à l'Académie de musique Karol Szymanowski, puis étudie la composition auprès de Jan Wichrowski à l'Académie de musique Karol Lipiński (en) de Wrocław, où elle obtient un doctorat en 2004, tout en travaillant le chant avec Danuta Paziuk-Zipser,.
Elle poursuit ses études au Conservatorium Hogeschool Enschede aux Pays-Bas. Elle est boursière, entre autres, du ministère de la Culture et du Patrimoine national (2000–2002), du conseil municipal de Wrocław (2001–2002), du Fond Ernst von Siemens Musikstiftung (2001) et de la Fondation pour l'éducation internationale (2002).

### Carrière
Depuis 2002, elle est chargée de cours à l'Académie de musique de Wrocław,. En 2004, elle obtient un doctorat en arts musicaux. En 2014, elle obtient son habilitation en composition et théorie musicale à l'Académie de musique de Cracovie sur la base de l'œuvre Utwór nad Pieśniami pour voix, violoncelle, chœur et orchestre.
Professionnellement, Agata Zubel partage sa carrière entre l'écriture musicale, l'interprétation et l'improvisation. Elle se produit notamment au sein du duo ElettroVoce, qu'elle forme avec le pianiste et artiste sonore Cezary Duchnowski (pl),. Elle collabore avec des ensembles tels que Klangforum Wien, musikFabrik, London Sinfonietta, Eighth Blackbird et Seattle Chamber Players. À l'été 2004, elle participe à un projet d'improvisation expérimentale lors d'un concert commandé par les organisateurs de l'université d'été internationale pour la nouvelle musique à Darmstadt,.
La musique moderne occupe une place à part dans son répertoire. Elle réalise de nombreuses créations mondiales et enregistrements d'œuvres d'artistes contemporains, et est également connue comme interprète de Chantefleurs et Chantefables de Witold Lutosławski (Musica Polonica Nova 2006), DW9 de B. Langa (Varsovie Automne 2004), Les Etoiles de Zygmunt Krauze (adaptation électroacoustique de C. Duchnowski au Théâtre Polonais de Wrocław (en), 2005) ou du rôle de Phèdre dans l'opéra éponyme de Dobromiła Jaskot (Teatr Wielki-Opéra National, 2006). Elle se produit également à l'étranger (Italie, Belgique, Suisse, France, Pays-Bas, Autriche, Portugal, Allemagne, Grande-Bretagne, Irlande, Russie, Ukraine, Lituanie et Lettonie, Grèce, Danemark, Suède, Norvège, Finlande, Corée du Sud, Canada et États-Unis),.
Comme compositrice, Agata Zubel-Moc reçoit des commandes de festivals ou de radio. Elle compose pour Deutsche Welle sa Symphonie n° 2, qui a eu sa première au Festival Beethoven à Bonn en 2005), pour le Festival Ultraschall à Berlin, le Festival of Central European Music à Seattle, pour la Fondation Rockefeller et pour Wratislavia Cantans. 
Elle est en résidence entre 2010 et 2012 à la Philharmonie de Cracovie, au festival Other Minds de San Francisco en 2011, avec l’ensemble 2e2m à Paris en 2019. Son opéra-ballet Between est créé à l’Opéra national de Varsovie en 2010, et Zubel reçoit du même théâtre une commande pour un nouvel opéra en 2011, Oresteia. Son troisième opéra, Bildbeschreibung, commande du Klangforum Wien en 2016, est créé au Transart Festival de Bolzano en 2018.
Esthétiquement, Agata Zubel aime « transposer, dans l'univers instrumental, le geste libéré et les couleurs inouïes de ses propres performances ».

## Prix et distinction
Agata Zubel-Moc est lauréate de plusieurs bourses et subventions. Elle a reçu deux fois le prix Wrocław Muzyczna (2005, 2008) et est lauréate du passeport "Polityka" en 2004.
En 2013, avec Not I, pour voix, ensemble instrumental et électronique, d'après Samuel Beckett, elle est distinguée par la Tribune internationale des compositeurs,.
En octobre 2017, elle reçoit la médaille de bronze "Gloria Artis" (médaille du mérite culturel polonais). Elle est membre ordinaire de l'Union des compositeurs polonais (pl).

## Œuvres
Le catalogue d'Agata Zubel comprend une cinquantaine de partitions, dont plusieurs pièces orchestrales (trois symphonies), des ouvrages lyriques, ainsi que de nombreuses œuvres pour percussion et pour voix (plus de vingt titres, solistes et chorals). Parmi ses compositions, figurent notamment : 
- A Song about the end of the world, pour voix, récitant et ensemble instrumental, d'après Czesław Miłosz (1998)[2] ;
- Parlando, pour voix et ordinateur (2000)[15] ;
- Re-Cycle, pour cinq percussionnistes (2001)[2] ;
- Nelumbo, pour quatre marimbas (2003)[2] ;
- Unissono I, pour voix, percussion et ordinateur (2003)[15] ;
- Unisono II, pour voix, accordéon et ordinateur (2003)[16] ;
- Maximum load, pour percussion et ordinateur (2006)[2] ;
- Cascando, pour voix, flûte, clarinette, violon et violoncelle, d'après Samuel Beckett (2007)[15] ;
- Between, opéra-ballet pour voix soliste, électronique et danseurs (2008)[15] ;
- Symphonie no 3, pour trompette à double pavillon et orchestre symphonique (2009)[12] ;
- Suite, pour trio de percussions (2011)[2] ;
- Aphorisms on Miłosz, pour soprano et ensemble instrumental, d'après Czesław Miłosz (2011)[15] ;
- Not I, pour voix, ensemble instrumental et électronique, d'après Samuel Beckett (2012)[15] ;
- In between the ebb of thoughts and the flow of sleep, pour voix, piano et orchestre à cordes, d'après Tadeusz Dąbrowski (2013)[2] ;
- Percussion store, pour orchestre et ensemble de percussions (2013)[12] ;
- Concerto pour violon (2014)[12] ;
- Madrigals, pour cinq voix, polyphonie d'onomatopées écrite pour les VocalSolisten de Stuttgart (2015)[15] ;
- Dobble battery, pour ensemble instrumental avec espace sonore augmenté, commande de l'Ensemble intercontemporain (2016)[12].

## Enregistrements
- 2023 : What is the word[17]
- 2023 : Essential Relaxing Classical Hits[18] - Laurence Osborn avec Ensemble Klang